# Alicja Węgorzewska-Whiskerd

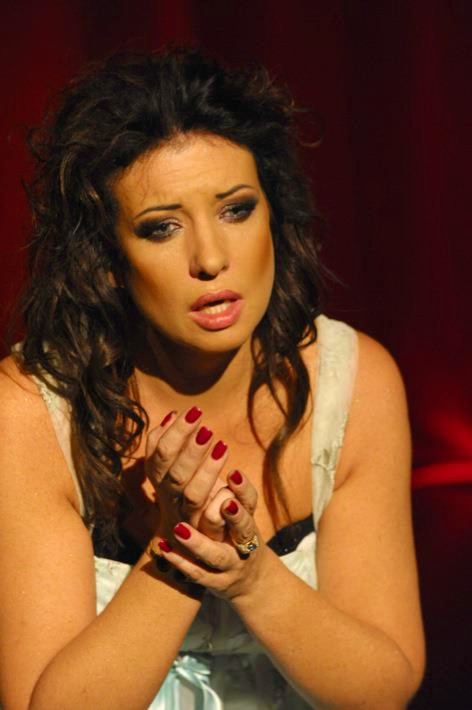
Węgorzewska-Whiskerd (2011)

Alicja Dorota Węgorzewska-Whiskerd (ur. 28 lutego 1967 w Szczecinie) – polska mezzosopranistka, śpiewaczka operowa, menadżerka kultury.

## Życiorys

### Rodzina i edukacja
Urodziła się w 1967. Naukę muzyki rozpoczęła w wieku pięciu lat od gry na fortepianie. Podczas nauki w szczecińskim liceum muzycznym, uczestnicząc w obowiązkowych zajęciach w chórze szkolnym, odkryła u siebie talent wokalny. Po maturze przez trzy miesiące śpiewała w chórze Opery Szczecińskiej, po czym podjęła studia wokalne w gdańskiej Akademii Muzycznej w klasie Brygidy Skiby. Ostatecznie studia muzyczne ukończyła w 1993 na wydziale wokalnym w Akademii Muzycznej im. Chopina w Warszawie w klasie Macieja Witkiewicza.

### Działalność artystyczna
Zadebiutowała w 1992 w operze Koronacja Poppei Monteverdiego na scenie kameralnej Teatru Wielkiego – Opery Narodowej w Warszawie. Na początku kariery jej specjalnością były „role spodenkowe”, tj. mężczyzn granych przez kobiety. W 1999 została zatrudniona w Kammeroper Wien, gdzie występowała w partii Dardane w operze Pielgrzym z Mekki Christopha Willibalda Glucka. W Wiedniu śpiewała także w Neue Oper Wien w operze Leonarda Bernsteina Trouble in Tahiti. Występowała za granicą pod pseudonimem Alicja De Rota.
W 2003 występowała w berlińskim Konzerthausie oraz amsterdamskim Concertgebouw. Wystąpiła w gali operowej z okazji 750-lecia Bredy i w koncercie na scenie Theater an der Wien z okazji narodzin 6-miliardowego obywatela świata. Zaśpiewała na festiwalach: Festiwalu Muzyki Dawnej w Innsbrucku i Donaufestwochen w Wiedniu. Wykonała partie mezzosopranowe na ścieżce dźwiękowej do filmu Wiedźmin, która uzyskała certyfikat złotej płyty za wielonakładową sprzedaż w Polsce.
Nagrała w 2010 dla Hungaroton i Fuzeau Classique wraz z Alexem Szilasim wszystkie pieśni Chopina. W Budapeszcie koncertem galowym otworzyła obchody roku chopinowskiego na Węgrzech i zamknęła go koncertami w Yamaha Piano Salon w Nowym Yorku, a także w Katarze. W grudniu tego samego roku po raz pierwszy wyreżyserowała Carmen i zaśpiewała w niej tytułowa rolę w Kuwejcie i Bahrajnie.
W 2011 w warszawskim Teatrze Polonia zadebiutowała jako producentka teatralna i aktorka dramatyczna w monodramie operowym Diva for rent w reżyserii Jerzego Bończaka i choreografii Emila Wesołowskiego. Sztuka następnie została wystawiona m.in. w Teatrze Polskim w Szczecinie i Filharmonii Szczecińska, Filharmonii Warmińsko-Mazurskiej w Olsztynie, Teatrze Miejskim w Gdyni, a także na otwarcie sezonu teatralno-muzycznego na Zamku w Ostródzie. Monodram został przetłumaczony na język angielski jako Diva’s secrets i wystawiony w ramach obchodów polskiej prezydencji w krajach Zatoki Perskiej – przedstawienia odbyły się w salach koncertowych Al Hashemi w Kuwejcie, Qatar Opera House w kompleksie Katara Cultural Village oraz w Abu Dhabi Theater.
Nagrała wokalizę do piosenki „HIT Rappers” (Helping is Trendy Rappers) na album pt. Inter arma caritas (2014) rapera Gorzkiego w ramach akcji Pomaganie jest trendy.

### Działalność telewizyjna i publicystyczna
W latach 2011–2012 zasiadała w jury programu TVP2 Bitwa na głosy, za co była nominowana do nagrody Telekamery 2012 dla jurora i 2013. W 2022 była jurorką czwartej edycji programu The Voice Senior w TVP2.
W sierpniu 2014 została felietonistką „Gazety Polskiej Codziennie”.
W latach 2017–2024 komentowała koncerty noworoczne Filharmoników Wiedeńskich dla TVP.

### Zarządzanie festiwalami i instytucjami kultury
Była ambasadorem i jednym z gospodarzy 46. Festiwalu im. Jana Kiepury w Krynicy-Zdroju (2012), a w 2013 została dyrektorem artystycznym kolejnej edycji tego wydarzenia.
Pełniła obowiązki dyrektora Mazowieckiego Teatru im. Jana Kiepury w Warszawie (od 1 kwietnia 2015 do 30 września 2016). Następnie pełniła obowiązki dyrektora Warszawskiej Opery Kameralnej (od 1 października 2016 do 30 września 2017), której była także dyrektorem artystycznym (od 2 października 2017 do 31 sierpnia 2018) i dyrektorem naczelnym (od 1 września 2018 do 31 sierpnia 2021 i od 1 maja 2022).

## Działalność polityczna
Bez powodzenia kandydowała do sejmu w wyborach w 2011, startując z trzeciej pozycji na liście Polskiego Stronnictwa Ludowego w okręgu stołecznym.

### Wyniki w wyborach ogólnopolskich
| Wybory | Komitet wyborczy | Komitet wyborczy           | Organ             | Okręg | Wynik         |
| ------ | ---------------- | -------------------------- | ----------------- | ----- | ------------- |
| 2011   |                  | Polskie Stronnictwo Ludowe | Sejm VII kadencji | nr 19 | 2 239 (0,22%) |

## Kontrowersje
Objąwszy w 2017 stanowisko p.o. dyrektora Warszawskiej Opery Kameralnej, zwolniła 149 z 255 zatrudnionych w instytucji pracowników, co spotkało się z protestami środowiska muzycznego. Część zwolnionej kadry znalazła pracę w Polskiej Operze Królewskiej, nowego zespołu powołanego przez Ministerstwo Kultury i Dziedzictwa Narodowego. 18 sierpnia 2024 na łamach „Newsweek Polska” ukazał się artykuł dziennikarzy Jakuba Korusa i Konrada Wojciechowskiego Straszny dwór Alicji Węgorzewskiej, w którym Węgorzewska jako dyrektorka WOK-u została oskarżona o mobbing pracowników i wykorzystywanie środków publicznych do prywatnych celów. Węgorzewska odpowiedziała na zarzuty na łamach internetowej odsłony tego pisma, a także wydała oświadczenie na ten temat w swoich mediach społecznościowych. W styczniu 2025 został wystosowany list otwarty do Marszałka i Zarządu Województwa Mazowieckiego, sygnowany przez 42 byłych i obecnych pracowników Warszawskiej Opery Kameralnej (27 z imienia i nazwiska, 15 w formule niejawnej – do wiadomości redakcji „Newsweek Polska”). Sygnatariusze listu domagali się usunięcia Alicji Węgorzewskiej ze stanowiska dyrektora Warszawskiej Opery Kameralnej, potwierdzając informacje zawarte w artykule z sierpnia 2024, a także ujawniając nowe fakty świadczące o mobbingu oraz poważnych nadużyciach w dysponowaniu finansami publicznymi.

## Życie prywatne
W 1996 wzięła ślub cywilny z Peterem Whiskerdem, a następnie kościelny w 1998; po ślubie oboje przyjęli podwójne nazwisko. Są rozwiedzeni. Mają razem córkę, Amelię (ur. 2002).

## Wyróżnienia
Jest zdobywczynią nagrody Maria Callas Tribute Prize NY (2019), nagrody miasta Sorrento i Fondazione Sorrento za promocję kultury włoskiej w Polsce i na świecie Tribute a Caruso (2020), Nagrody Specjalnej Women in Cinema Award (2020) za działalność artystyczną i produkcję filmów operowych oraz za zaangażowanie we wspieranie talentu młodych artystów znajdujących się w trudnej sytuacji.

## Role operowe
Źródła: 
- Christoph Willibald Gluck, Die Pilger von Mekka(inne języki) – Dardane
- Siegfried Matthus, Kronprinz Friedrich(inne języki) – Katte (reż. Götz Friedrich, Kammeroper Rheinsberg i Deutsche Oper Berlin, 1999)
- Georges Bizet, Carmen – Carmen[56][57][58]
- Jacques Offenbach, Opowieści Hoffmanna – Głos Matki[59][60]
- Benjamin Britten, Gwałt na Lukrecji(inne języki) – Lukrecja (reż. Włodzimierz Nurkowski, Opera Krakowska, 2004)[61]
- Christoph Willibald Gluck, Orfeusz i Eurydyka – Orfeusz[62][63]
- Piotr Czajkowski, Dama pikowa – Hrabina[64][65]
- Richard Strauss, Kawaler srebrnej róży – Oktawian[66]
- Pietro Mascagni, Rycerskość wieśniacza – Santuzza
- Karol Kurpiński, Zabobon, czyli Krakowiacy i Górale – Dorota[67]
- Charles Gounod, Faust – Siebel (reż. Robert Wilson, Teatr Wielki-Opera Narodowa, 2008)[68]
- Piotr Czajkowski, Eugeniusz Oniegin – Olga[69]
- Astor Piazzolla, María de Buenos Aires(inne języki) – Maria (reż. Michał Znaniecki, Warszawska Opera Kameralna, 2020)[70]

## Role teatralne i musicalowe
- Ronald Harwood, Kwartet – Cecily Robson (reż. Grzegorz Chrapkiewicz, Warszawska Opera Kameralna, 2021)[71]
- Stephen Sondheim, Company(inne języki) – Joanne (reż. Michał Znaniecki, Warszawska Opera Kameralna, 2022)[72]

## Dyskografia
Źródło: 
- 2001 – Wiedźmin Pomaton EMI
- 2002 – Kronprinz Friedrich – Rheinsberg Kammeroper Schloss Rheinsberg
- 2010 – Chopin Songs – Hungaroton Classics[74]
- 2013 – Najpiękniejsze Kolędy
- 2013 – „Duety” – Liber – Pożegnanie – gościnnie
- 2014 – I collori dell Amore – Sony Music[75]
- 2014 – Polskie Kolędy[76]
- 2014 – „Gorzki & Friends HIT Rappers”
- 2016 – Nierdzewny – Michał Wiśniewski – Amo Vitam – gościnnie
- 2016 – Hymn Inki
- 2018 – Hymn Papieski
- 2020 – Tanga Świata[77]
- 2021 – Kolędy[78]

## Filmografia
- 2001: Wiedźmin – wykonanie muzyki (wokal – mezzosopran)
- 2009: Dom nad rozlewiskiem – obsada aktorska, jako Joanna Berg
- 2013: Na dobre i na złe – pacjentka Malwina Kochan-Wróblewska, śpiewaczka operowa
- 2017: Barwy szczęścia – Hanna Waniewska, nauczycielka śpiewu